# Kaspar Berninghaus
Kaspar Berninghaus, auch Caspar Berninghaus, (* 19. Februar 1860 in Essen; † 14. Dezember 1933) war ein deutscher Ingenieur und Unternehmer.

## Leben
Kaspar Berninghaus war Sohn des Unternehmers Ewald Berninghaus. Er studierte Ingenieurwissenschaften an der Technischen Hochschule Karlsruhe und wurde Mitglied des dortigen Corps Bavaria. Nach dem Tod seines Vaters übernahm er im März 1885 als Miteigentümer die Leitung der Dampfkesselfabrik, Schiffswerft, Eisengießerei und Maschinenfabrik Ewald Berninghaus in Duisburg. 1906 wurde er Alleininhaber. Unter Berninghaus’ Führung wurde das Unternehmen weiter ausgebaut. 1888 wurde im Duisburger Zollhafen ein zweiter Werftplatz für den Schiffsbau erworben. Das Reparaturwerk Herne wurde ab 1912 zu einer bedeutenden Kessel- und Apparatebaufabrik ausgebaut. Ab 1890 fertigte er selbst entwickelte Schiffsmaschinen. Auf der Weltausstellung Paris 1900 erhielt Berninghaus einen Grand Prix für einen dort ausgestellten Schiffsdampfkessel. Die zur Produktion der Apparate und Maschinen erforderlichen Gussstücke fertigte er in einer eigenen Gießerei. Mitte der 1920er Jahre gehörte das Unternehmen zu den führenden Binnenschifffahrtswerften. Der 1922 von Berninghaus gebaute Seitenrad-Schleppdampfer Oscar Huber ist der letzte heute noch erhaltene Raddampfer auf dem Rhein und dient als Museumsschiff. Um 1932 erwarb Berninghaus die Kölner Werft der Sachsenberg-Werke.
Daneben war er unter anderem Aufsichtsratsvorsitzender der 1894 von ihm mitbegründeten Kabelwerk Duisburg AG, der Gebrüder Sachsenberg AG in Roßlau (Elbe), der 1918 gegründeten Deutsche Schiffskreditbank AG in Duisburg, der Moseldampfschiffahrt-AG in Koblenz und der Calor-Elektrizitäts-AG in Duisburg.
Er war Mitglied der Industrie- und Handelskammer Duisburg-Ruhrort und fungierte als Handelsrichter. Seit Mitte der 1880er-Jahre gehörte er dem Verein Deutscher Ingenieure (VDI) und dem VDI-Bezirksverein an der niederen Ruhr (dem späteren VDI-Ruhrbezirksverein) an.
Kaspar Berninghaus gehörte zu den Wegbereitern der Optimierung von Binnenschiffen mittels hydrodynamischer Schiffsmodelle.

## Auszeichnungen
- 1924: Ehrendoktorwürde der Technischen Hochschule Berlin (als Dr.-Ing. E. h.)[5]
- 1924: Rheinflagge des Vereins zur Wahrung der Schiffahrtsinteressen[6]